# Nacht van de Kleurpotloden
De Nacht van de Kleurpotloden (Spaans: La Noche de los Lápices) was een serie van kidnappingen en gedwongen verdwijningen, gevolgd door verkrachtingen, martelingen en het vermoorden van een aantal tieners in september 1976, tijdens de laatste Argentijnse dictatuur, de Argentijnse militaire dictatuur (1976-1983) of Proceso de Reorganización Nacional.

## Achtergrond

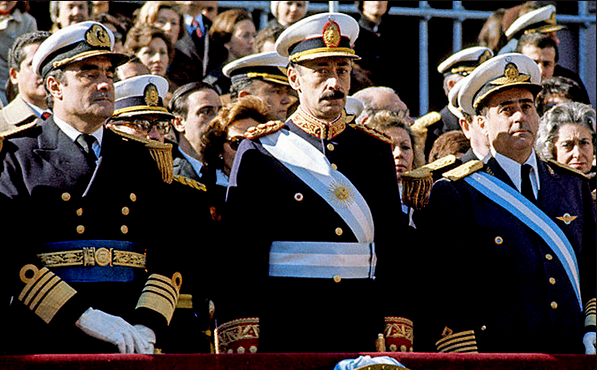
Jorge Videla tijdens de Argentijnse Militaire Dictatuur (1976-1983)

Op 24 maart 1976 werd Isabel Martínez de Perón afgezet als presidente na een instabiele politieke periode met onrusten in het gehele land. De militaire junta van generaal Jorge Videla pleegde een staatsgreep. Hoewel de Vuile Oorlog al bezig was van 1974 en de dood van president Juan Perón kwam de staatsgreep er pas in 1976. De Argentijnse militaire dictatuur werd ingesteld met Videla als president.
De regeringen tijdens deze dictatuur maakten zich schuldig aan gedwongen verdwijningen en illegale arrestaties. Elke repressie werd neergeslagen. Een sterke politiemacht zorgde voor een militaire dictatuur. De Montoneros, een extreemlinkse guerrilla groepering, reageerde met geweld op deze dictatuur. Binnen deze groepering waren er ook politiek actieve studenten aanwezig, genaamd de Unión de Estudiantes Secundarios. De UES wenste hervormingen op school- en politiek vlak. Zij deden aan geweldloze protesten en demonstraties tegen het militair regime.

## Voorval
Tien studenten werden gekidnapt. Ze werden select gekozen omwille van hun politieke voorkeuren of status. De meeste studenten waren lid van de UES.
Ze werden naar een detentiecentrum gebracht met de naam Arana.

## De ontvoerde studenten
| Naam                     | Leeftijd (in 1976) | Datum van verdwijning | Huidige status | Extra informatie |
| ------------------------ | ------------------ | --------------------- | -------------- | --- |
| María Claudia Falcone    | 16                 | 16 september 1976     | Vermist        | Falcone was de dochter van een pro-peronistische burgemeester. Ze werd lid van de UES na haar studies. Werd samen met Ciocchini gekidnapt. |
| Claudio de Acha          | 17                 | 16 september 1976     | Vermist        | Hij werd lid van de UES na de dood van Juan Perón. Werd samen met Ungaro gekidnapt.                                                        |
| Gustavo Calotti          | 18                 | 8 september 1976      | In leven       | Was in opleiding tot politieagent toen hij werd gekidnapt. Hij was actief in de UES tot 1976. Werd als eerste gekidnapt.                   |
| María Clara Ciocchini    | 18                 | 16 september 1976     | Vermist        | Was actief in de UES in steden Bahía Blanca en La Plata. Woonde bij Falcone in La Plata en werd ook samen met haar ontvoerd                |
| Pablo Diaz               | 18                 | 21 september 1976     | In leven       | De zoon van een Rechts-peronistische professor. Getuigde in 1985 voor de rechtbank.                                                        |
| Francisco López Muntaner | 16                 | 16 september 1976     | Vermist        | López was lid van de UES. Deed samen met Falcone vrijwilligerswerk in de arme buurten van La Plata.                                        |
| Patricia Miranda         | 17                 | 17 september 1976     | In leven       | Miranda was geen lid van een organisatie. Vrijgelaten in maart 1978.                                                                       |
| Emilce Moler             | 17                 | 17 september 1976     | In leven       | Dochter van een gepensioneerde politie-inspecteur. Was actief in de UES.                                                                   |
| Daniel A. Racero         | 18                 | 16 september 1976     | Vermist        | Zoon van een peronistische zeeofficier. Was lid van de UES. Werd ontvoerd in het huis van Ungaro.                                          |
| Horacio Ungaro           | 17                 | 16 september 1976     | Vermist        | Werd in 1974 lid van de UES. Werkte in wijkschooltjes in arme buurten.                                                                     |

## Getuigenissen
- Emilce Moler verklaarde dat ze naakt gemarteld werd. Een week na de ontvoering werden de studenten met een truck vervoerd. Een deel van de studenten werd uit de truck genomen (de studenten die nu nog vermist zijn), een ander deel bleef in leven[1][2]
- Pablo Diaz verklaarde dat hij elektrische schokken kreeg in zijn mond en genitaliën[1].

## In populaire cultuur
In 1986 bracht Héctor Olivera de film La Noche de los Lápices uit, met onder meer Leonardo Sbaraglia in de hoofdrollen.